# Herrarnas lagförföljelse i bancykling vid olympiska sommarspelen 2016
Herrarnas lagförföljelse i bancykling vid olympiska sommarspelen 2016 avgjordes den 11-12 augusti 2016 i Rio de Janeiro.

## Medaljörer
| Event                    | Guld                                                   | Silver                                                         | Brons                                                                |
| Herrarnas lagförföljelse | Storbritannien                                         | Australien                                                     | Danmark                                                              |
| Herrarnas lagförföljelse | Edward Clancy Steven Burke Owain Doull Bradley Wiggins | Alexander Edmondson Jack Bobridge Michael Hepburn Sam Welsford | Lasse Norman Hansen Niklas Larsen Frederik Madsen Casper von Folsach |

## Resultat

### Kval
De åtta bästa lagen gick vidare till nästa omgång.
| Rank | Country        | Cyclists                                                             | Result   | Notes |
| ---- | -------------- | -------------------------------------------------------------------- | -------- | ----- |
| 1    | Storbritannien | Ed Clancy Steven Burke Owain Doull Bradley Wiggins                   | 3:51,943 | Q     |
| 2    | Danmark        | Lasse Norman Hansen Niklas Larsen Frederik Madsen Casper von Folsach | 3:55,396 | Q     |
| 3    | Australien     | Alexander Edmondson Jack Bobridge Michael Hepburn Sam Welsford       | 3:55,606 | Q     |
| 4    | Nya Zeeland    | Pieter Bulling Aaron Gate Dylan Kennett Regan Gough                  | 3:55,977 | Q     |
| 5    | Italien        | Simone Consonni Liam Bertazzo Filippo Ganna Francesco Lamon          | 3:59,708 | q     |
| 6    | Tyskland       | Henning Bommel Nils Schomber Kersten Thiele Domenic Weinstein        | 4:00,911 | q     |
| 7    | Schweiz        | Olivier Beer Silvan Dillier Théry Schir Cyrille Thièry               | 4:03,845 | q     |
| 8    | Kina           | Fan Yang Liu Hao Qin Chenlu Shen Pingan                              | 4:05,152 | q     |
| 9    | Nederländerna  | Tim Veldt Wim Stroetinga Jan-Willem van Schip Joost van der Burg     | DNF      |       |

### Första omgången
Vinnarna i heat 3 och 4 gick till final. Övriga sex lag gjorde upp om placeringarna 3-7.
| Placering | Heat | Land           | Cyklister                                                       | Resultat | Noteringar |
| --------- | ---- | -------------- | --------------------------------------------------------------- | -------- | ---------- |
| 1         | 4    | Storbritannien | Ed Clancy Steven Burke Owain Doull Bradley Wiggins              | 3:50,570 | QG, VR, OR |
| 2         | 3    | Australien     | Alexander Edmondson Michael Hepburn Callum Scotson Sam Welsford | 3:53,429 | QG         |
| 3         | 3    | Danmark        | Lasse Norman Hansen Niklas Larsen Frederik Madsen Rasmus Quaade | 3:53,542 | QB         |
| 4         | 4    | Nya Zeeland    | Pieter Bulling Aaron Gate Dylan Kennett Regan Gough             | 3:55,654 | QB         |
| 5         | 2    | Italien        | Simone Consonni Liam Bertazzo Filippo Ganna Francesco Lamon     | 3:55,724 | Q5         |
| 6         | 1    | Tyskland       | Theo Reinhardt Nils Schomber Kersten Thiele Domenic Weinstein   | 3:56,903 | Q5         |
| 7         | 1    | Schweiz        | Olivier Beer Silvan Dillier Théry Schir Cyrille Thièry          | 4:03,580 | Q7         |
| 8         | 2    | Kina           | Fan Yang Liu Hao Qin Chenlu Shen Pingan                         | 4:04,420 | Q7         |

### Finaler
I finalomgången avgjordes de slutliga placeringarna.
| Placering            | Land           | Cyklister                                                            | Resultat | Noteringar |
| -------------------- | -------------- | -------------------------------------------------------------------- | -------- | ---------- |
| Lopp om sjunde plats |                |                                                                      |          |            |
| 7                    | Schweiz        | Olivier Beer Silvan Dillier Théry Schir Cyrille Thièry               | 4:01,786 |            |
| 8                    | Kina           | Fan Yang Liu Hao Qin Chenlu Shen Pingan                              | 4:03,687 |            |
| Lopp om femte plats  |                |                                                                      |          |            |
| 5                    | Tyskland       | Theo Reinhardt Nils Schomber Kersten Thiele Domenic Weinstein        | 3:59,485 |            |
| 6                    | Italien        | Simone Consonni Filippo Ganna Francesco Lamon Michele Scartezzini    | 4:02,360 |            |
| Bronsmatch           |                |                                                                      |          |            |
| 3                    | Danmark        | Lasse Norman Hansen Niklas Larsen Frederik Madsen Casper von Folsach | 3:53,789 |            |
| 4                    | Nya Zeeland    | Pieter Bulling Aaron Gate Dylan Kennett Regan Gough                  | 3:56,753 |            |
| Final                |                |                                                                      |          |            |
| 1                    | Storbritannien | Ed Clancy Steven Burke Owain Doull Bradley Wiggins                   | 3:50,265 | VR, OR     |
| 2                    | Australien     | Alexander Edmondson Jack Bobridge Michael Hepburn Sam Welsford       | 3:51,008 |            |